# Gonna Make You Sweat (Everybody Dance Now)
Gonna Make You Sweat (Everybody Dance Now) (conosciuto anche come Everybody Dance Now) è un singolo del gruppo musicale statunitense C+C Music Factory, pubblicato nel 18 novembre 1990 come primo estratto dal primo album in studio Gonna Make You Sweat.
La canzone ha avuto molto successo in Nord America, Oceania, Europa e non solo, diventando così una "hit" planetaria.

## Tracce
- CD Singolo

1. Gonna Make You Sweat (Everybody Dance Now) (radio version) – 4:06
2. Gonna Make You Sweat (Everybody Dance Now) (in your face mix instrumental) – 4:54

- 7"

1. Gonna Make You Sweat (Everybody Dance Now) (radio version) – 4:06
2. Gonna Make You Sweat (Everybody Dance Now) (in your face mix instrumental) – 4:54

- 12"

1. Gonna Make You Sweat (Everybody Dance Now) (the slammin' vocal club mix) – 6:50
2. Gonna Make You Sweat (Everybody Dance Now) (Clivillés & Cole DJ's choice mix) – 5:00
3. Gonna Make You Sweat (Everybody Dance Now) (the master mix instrumental) – 4:54

## Nella cultura di massa
La canzone è presente in tanti film tra cui Il padrone di casa, Sister Act - Una svitata in abito da suora, L'uomo di casa, Space Jam, Tutto può succedere - Something's Gotta Give, Una settimana da Dio, Robots, Jarhead, Chicken Little - Amici per le penne, Old School, Un'impresa da Dio, Pain & Gain - Muscoli e denaro e Detention.

## Cover
Tra gli artisti e i gruppi che hanno eseguito cover del brano vi sono Bob Sinclar (suo il remix di successo nel brano del 2006 Rock This Party (Everybody Dance Now)), i Justice Crew nel 2012 e i Little Big nel 2020.
Cover - Bob Sinclair
1. Rock This Party (Everybody Dance Now) – 3:39

Cover - Justice Crew
1. Gonna Make You Sweat (Everybody Dance Now) – 3:27

Cover - Little Big
1. Gonna Make You Sweat (Everybody Dance Now) – 4:05